# Hossein Hosseini
Seyed Hossein Hosseini (persisch سید حسین حسینی; * 30. Juni 1992 in Schiras) ist ein iranischer Fußballtorhüter.

## Karriere

### Klub
Von der U21 des Bargh Shiraz FC wechselte er zur Saison 2011/12 in deren erste Mannschaft. Hier kam er in der zweiten Liga nun ein paar Mal zum Einsatz. Gleich zur Folgesaison wechselte er dann weiter zu Esteghlal Teheran, wo er aber erst einmal nicht wirklich eingesetzt wurde. Nach einem Einsatz im Hazfi Cup am 10. Dezember 2013, hütete er anschließend nochmal bei einem 3:1-Sieg über den al-Rayyan SC in der AFC Champions League zum Einsatz.
Von der Saison 2014/15 bis 2015/16 wurde er dann an Malavan Anzali verliehen, wo er nun auch wieder zu gewissen Einsatzzahlen kam. So kam er dann wieder zu Esteghlal zurück und sammelte in der Spielzeit 2016/17 dann zumindest schon einmal acht Einsätze. Ab der Folgesaison kam er dann auch öfter zum Einsatz und wurde somit schließlich auch zum Stammtorhüter. Seit Mitte der Runde 2021/22 ist er zudem in den meisten Partien der Mannschaft der Kapitän auf dem Feld. Mit seinem Team gewann er bislang zwei Mal die Meisterschaft, einmal den Pokal und einmal den nationalen Superpokal.

### Nationalmannschaft
Für die U17-Nationalmannschaft stand er unter anderem im Kader bei der U17-Weltmeisterschaft 2009, kam hier aber nicht zum Einsatz.
Sein erster bekannter Einsatz für die iranische A-Nationalmannschaft war ein 4:0-Freundschaftsspielsieg über Sierra Leone am 17. März 2018, wo er zur zweiten Halbzeit für Hamed Lak eingewechselt wurde. Danach hütete er nochmal in ein paar weiteren Freundschaftsspielen im laufenden Jahr das Tor.
Danach folgte aber über knapp vier Jahre kein weiterer Einsatz. Erst am 27. September 2022 stand er dann bei einem 1:1 gegen den Senegal wieder einmal im Tor. Ein paar Monate danach erhielt er dann auch nochmal einen Einsatz gegen Nicaragua.
Im November 2020 wurde er dann als zweiter Torhüter für den Kader des Irans bei der Weltmeisterschaft 2022 nominiert. Dort kam er gleich in der 20. Minute des ersten Spiels gegen England für den verletzten Beiranvand ins Spiel und absolvierte damit sein erstes Pflichtspiel auf internationaler Ebene überhaupt.